# Kostel svatého Mikuláše (Švermov)
Kostel svatého Mikuláše je filiální kostel v kladenské farnosti u kostela Nanebevzetí Panny Marie. Stojí ve švermovské čtvrti Hnidousy a je zasvěcen svatému Mikuláši. Postaven byl podle návrhu Antona Möllera v secesním stylu v letech 1912–1913. Od 5. dubna 2022 je kostel chráněn jako kulturní památka.

## Historie
Hnidousy a sousední Motyčín byly na začátku dvacátého století hornickými vesnicemi, jejichž obyvatelé docházeli do vzdáleného kostela svatého Štěpána v Pcherách. V obou vesnicích náboženský život upadal, a proto arcibiskup Lev Skrbenský z Hříště v roce 1909 jednal se Spolkem sv. Bonifáce o zřízení kostela v Motyčíně. Spolek byl založen o pět let dříve, aby podporoval výstavbu kostelů na místech zvláště ohrožených úpadkem víry. Lidé v Motyčíně ale kostel odmítli, a ten byl proto postaven v Hnidousích.
Stavební plány zhotovil varnsdorfský stavitel Anton Möller v lednu 1912 a ještě téhož roku Spolek sv. Bonifáce požádal Ministerstvo kultu a osvěty ve Vídni o dotaci 35 tisíc korun, protože předpokládanou celkovou částku sedmdesáti tisíc korun spolek shromáždit nedokázal. Pozemek pro stavbu věnoval Břevnovský klášter. Vzápětí byla stavba realizována a 30. května 1913 zkolaudována. Chybělo pouze vnitřní vybavení a zvon. Dne 15. června 1915 kostel vysvětil smečenský děkan Ferdinand Kučera.
Zvon byl zavěšen v roce 1914 a duchovní správa v Hnidousích zahájila činnost k 1. lednu 1915. U kostela byla plánována i fara, ale nakonec se součástí projektu nestala. Obec Hnidousy se zavázala poskytovat faráři byt ve staré škole, ale roku 1921 jej z bytu vypověděla a o dva roky později nadobro vystěhovala. Fara byla nakonec postavena v roce 1926 na místě navrženém dříve Möllerem.

## Stavební podoba
Kostel má obdélný půdorys a odsazené, půlkruhem ukončené kněžiště orientované k jihu. K hlavní budově na východě přiléhá sakristie a oratoř. Na západě vede podél hlavní zdi nižší obdélný přístavek, který se do hlavní lodi otevírá arkádami. Dominantou západní strany je hranolová věž v severozápadním nároží. Valbovou střechu odvětrávají vikýře ve tvaru volských ok. Nad kněžištěm je střecha sedlová, zatímco na věži je použita střecha v podobě nízké polygonální lucerny se zdvojenou zvoncovou helmicí. Zdivo budovy je tvořené natřenými cihlami, které na věži a na hlavním průčelí kryje okrová omítka. Pod střechou věže jsou do polokruhových záklenků zasazeny ciferníky.
Do budovy se vstupuje trojkřídlými dveřmi v mělkém představku. Nad vchodem se nachází rozměrné termální okno klenuté mohutným půlkruhovým obloukem neseným pilastry s římsovou hlavicí. Boční fasády jsou zdobené mělkými lizénami a v omítce imitovaným kvádrováním.
Chrámová loď má plochý strop a stropní trámy vytvářejí dojem kazet. Kněžiště je od lodi oddělené segmentově klenutým vítězným obloukem a zaklenuté valenou klenbou, která v závěru přechází v konchu.